# Anton Eyssen

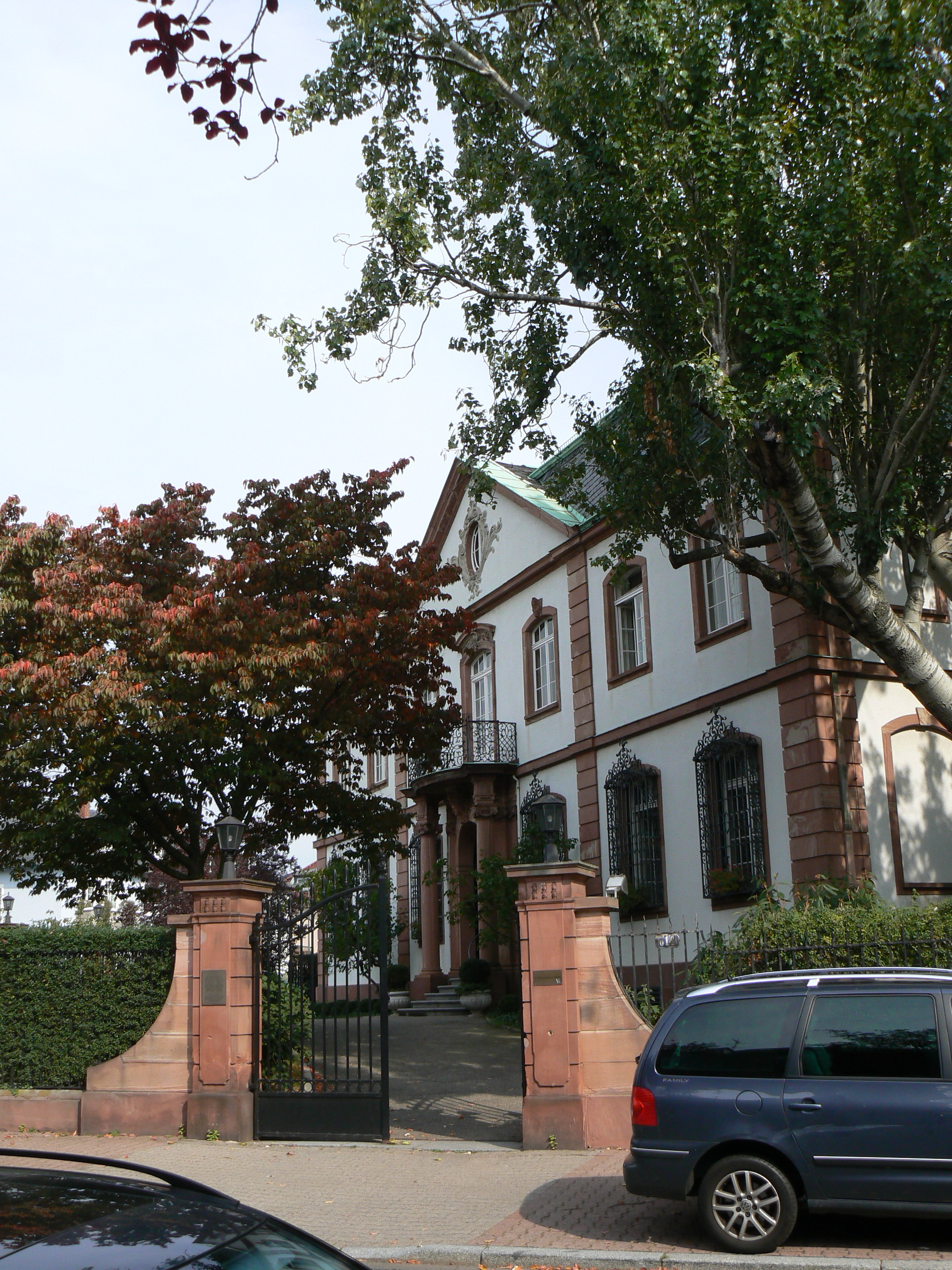
Villa Merton

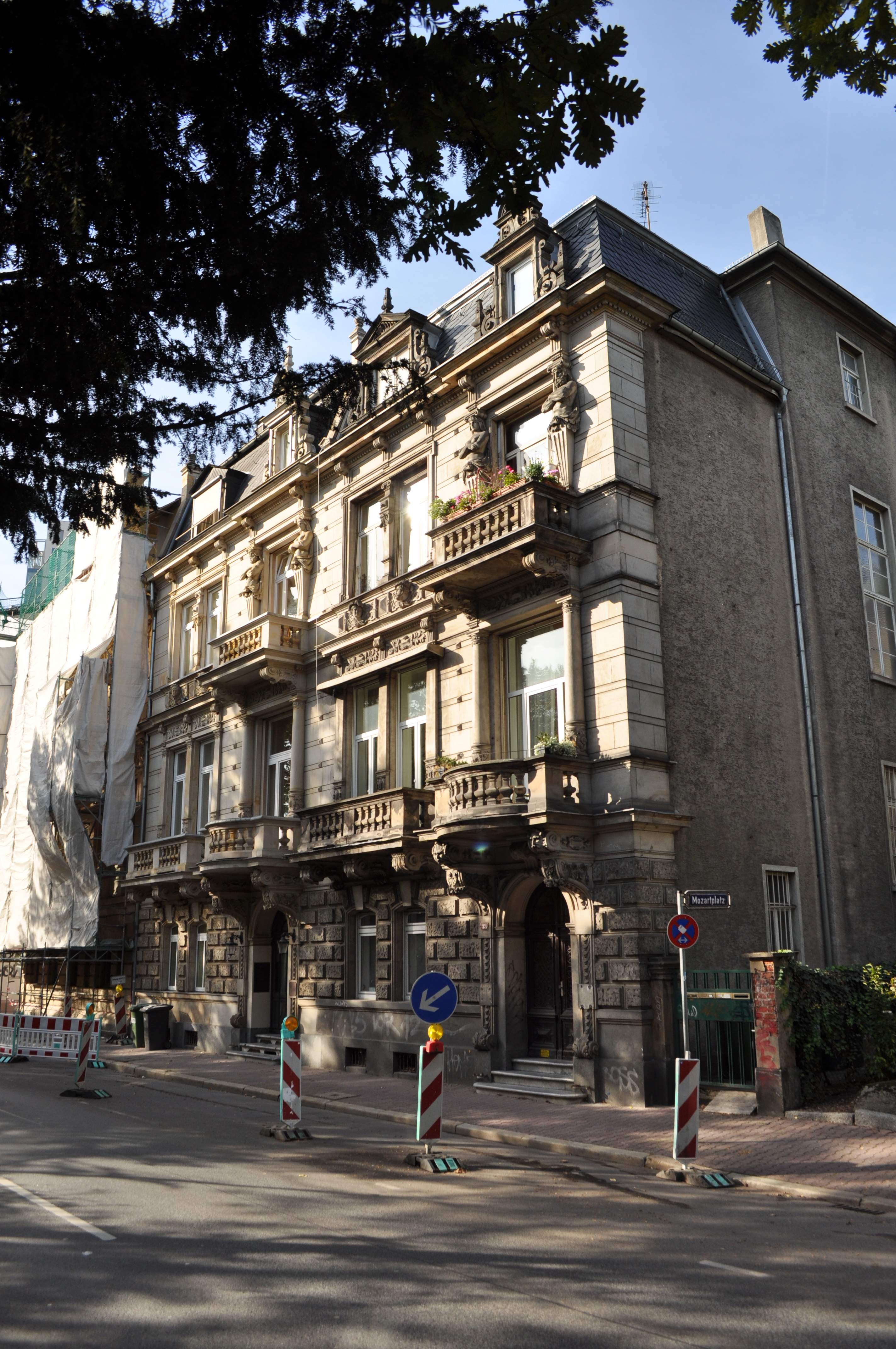
1883, Frankfurt, Bockenheimer Anlage 33, Architekt Anton Eyssen

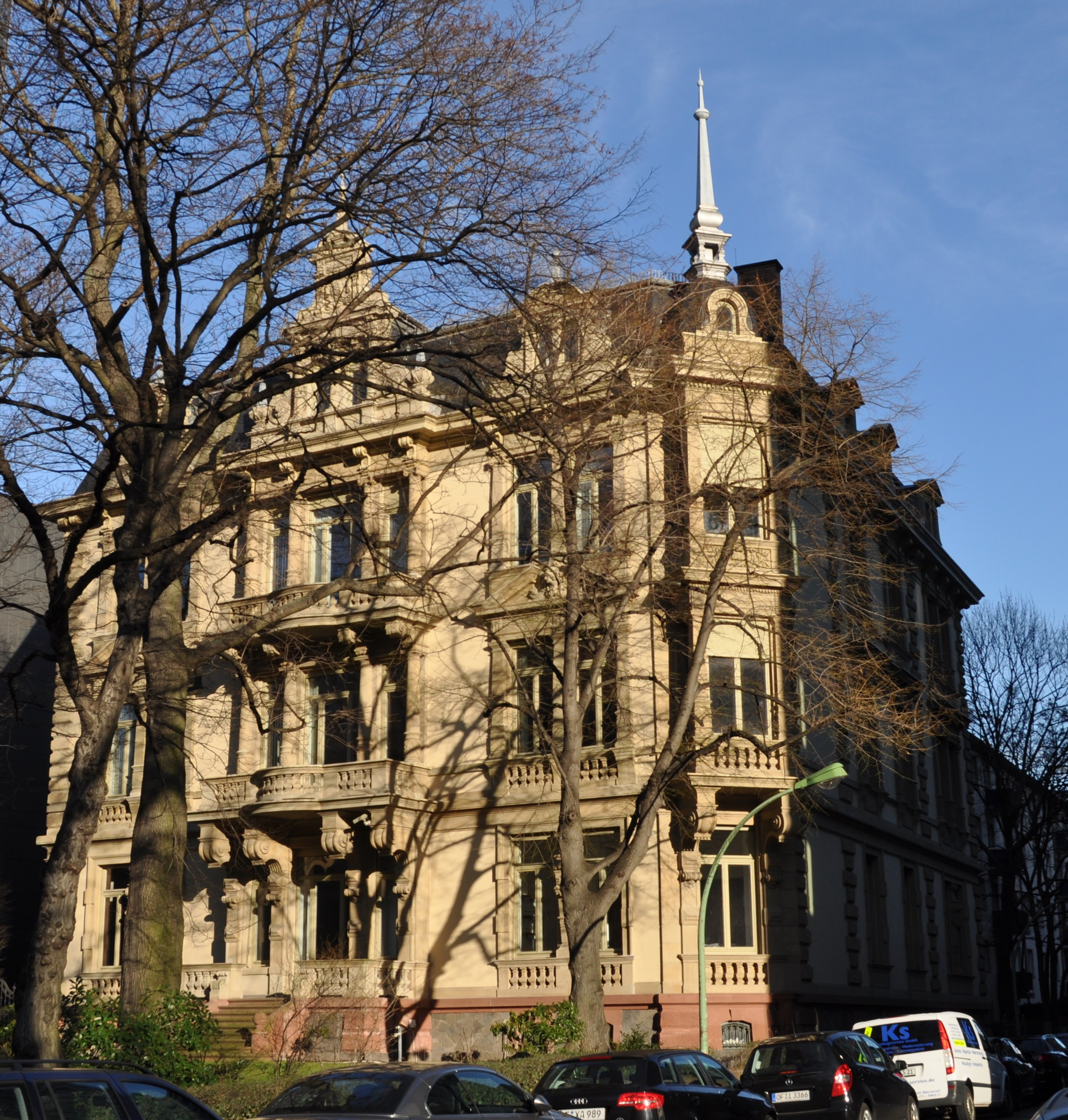
1886, Frankfurt, Unterlindau 1 / Bockenheimer Landstraße 22, Architekt Anton Eyssen

Anton Eyssen (* 2. September 1849 in Frankfurt am Main; † 20. April 1928 ebenda) war ein deutscher Architekt in Frankfurt am Main. Als einstiger Vertreter späthistoristischer Architektur wandte er sich ab den späten 1920er Jahren der Moderne zu.
Sein bekanntestes Gebäude ist die spätbarocke Villa Merton in Frankfurt-Bockenheim, die er 1927 für den Fabrikanten Richard Merton entwarf. Die nur ein Jahr später in der Friedrichstraße im Westend für Robert von Hirsch gebaute Villa Hirsch war bereits ein typisches Beispiel der klassischen Moderne. Das nicht unter Denkmalschutz stehende Gebäude wurde im Juni 2010 zugunsten des Neubaus einer Wohnanlage abgerissen. 1936 stiftete Eyssen sein eigenes Wohnhaus in der Lessingstraße 5 dem Frankfurter Städel.
Den Weltkrieg überdauert hat sich auch sein Entwurf von 1883 für das heute denkmalgeschützte Doppelwohnhaus im Stil der Neurenaissance mit reich gegliederter Sandsteinfassade und Gliederungselemente mittels Balustraden, Pilaster- und Halbsäulenstellung sowie Hermenpilaster in der Bockenheimer Anlage 33/35. Auch sein 1886 entworfene Mietshaus in Frankfurt Unterlindau 1 / Bockenheimer Landstraße 22 ebenfalls im Stil der Neurenaissance mit reich gegliederten Fassaden hat sich erhalten und ist denkmalgeschützt. Die Zentrierung des Gebäudes erfolgt über einen übergiebelten Axialrisalit und Eckerker unter -türmchen.